# Document Object Model

Rappresentazione ad albero del DOM di un semplice documento HTML

In informatica il Document Object Model (spesso abbreviato come DOM), lett. "modello a oggetti del documento", è una forma di rappresentazione dei documenti strutturati come modello orientato agli oggetti. È lo standard ufficiale del W3C per la rappresentazione di documenti strutturati in maniera da essere neutrali sia per la lingua che per la piattaforma. È inoltre la base per una vasta gamma di interfacce di programmazione delle applicazioni, alcune di esse standardizzate dal W3C.

## Storia
La storia del Document Object Model si intreccia con la storia delle "guerre del browser" della fine degli anni '90 tra Netscape Navigator e Microsoft Internet Explorer, così come con quella di JavaScript e JScript, i primi linguaggi di scripting ad essere ampiamente implementati nel Motore JavaScript dei browser web.
JavaScript è stato distribuito da Netscape Communications nel 1995 all'interno di Netscape Navigator 2.0. Il concorrente di Netscape, Microsoft, ha distribuito Internet Explorer 3.0 l'anno successivo con una re-implementazione di JavaScript chiamata JScript. JavaScript e JScript consentono agli sviluppatori web di creare pagine web con interattività lato client. Le funzionalità limitate per rilevare eventi generati dagli utenti e modificare il documento HTML nella prima generazione di questi linguaggi sono diventati noti come "DOM Level 0" o "Legacy DOM". Nessuno standard indipendente è stato sviluppato per DOM Livello 0, ma è stato parzialmente descritto nelle specifiche per HTML 4.
Il DOM legacy era limitato nei tipi di elementi a cui era possibile accedere. È possibile fare riferimento agli elementi del modulo, del collegamento e dell'immagine con un nome gerarchico che inizia con l'oggetto documento principale. Un nome gerarchico potrebbe fare uso dei nomi o dell'indice sequenziale degli elementi attraversati. Ad esempio, è possibile accedere a un elemento di input del modulo come document.formName.inputName o document.forms[0].elements[0].
Il DOM legacy abilitava la convalida dei moduli lato client e il popolare effetto " rollover ".
Nel 1997 Netscape e Microsoft hanno distribuito rispettivamente la versione 4.0 di Netscape Navigator e Internet Explorer, aggiungendo il supporto per la funzionalità Dynamic HTML (DHTML) che abilita le modifiche a un documento HTML caricato. DHTML richiedeva estensioni per l'oggetto documento rudimentale che era disponibile nelle implementazioni DOM legacy. Sebbene le implementazioni DOM legacy fossero ampiamente compatibili poiché JScript era basato su JavaScript, le estensioni DOM DHTML sono state sviluppate in parallelo da ciascun produttore di browser e sono rimaste incompatibili. Queste versioni del DOM sono diventate note come "DOM intermedio".
Dopo la standardizzazione di ECMAScript, il W3C DOM Working Group ha iniziato a redigere una specifica DOM standard. La specifica completa, nota come "DOM Level 1", divenne una raccomandazione del W3C alla fine del 1998. Nel 2005, gran parte del DOM W3C era ben supportata dai comuni browser abilitati per ECMAScript, incluso Microsoft Internet Explorer versione 6 (dal 2001), Opera, Safari e Gecko (come Mozilla, Firefox, SeaMonkey e Camino).

## Descrizione
Nativamente supportato dai browser per modificare gli elementi di un documento HTML, DOM è un modo per accedere e aggiornare dinamicamente il contenuto, la struttura e lo stile dei documenti. Per le numerose incompatibilità dovute al diverso tipo di gestione di DOM dai vari browser, il W3C ha stabilito delle specifiche standard.
DOM non pone limitazioni alla struttura dei dati di un documento. DOM permette di visualizzare un documento ben formato sotto forma di albero: la maggior parte dei parser XML (come Xerces) e i processori XSL (per esempio Xalan) sono stati sviluppati per usare la struttura ad albero. Questa implementazione richiede che l'intero contenuto di un documento venga analizzato e salvato in memoria. DOM è utilizzato principalmente per recuperare informazioni da documenti con una strutturazione non standard, cioè dove gli elementi devono essere trovati in modo casuale. Per le applicazioni basate su XML che usano un processo di lettura e scrittura per analisi, DOM presenta un grande spreco di memoria; per questo tipo di applicazioni si consiglia di usare il modello SAX.

### Livelli
Le specifiche DOM elaborate da W3C sono suddivise in livelli, ciascuno dei quali contiene moduli obbligatori o opzionali. Per sostenere di appartenere ad un certo 'livello', un'applicazione deve soddisfare tutti i requisiti di tale livello e dei livelli inferiori. La specifica attuale di DOM è al Livello 2, tuttavia alcune delle specifiche del Livello 3 ora sono già raccomandazioni del W3C.
Livello 0include tutto quello che viene fornito a DOM per la creazione del Livello 1, per esempio: document.images, document.forms, document.layers, e document.all. Nota, questa non è una specifica convenzionale pubblicata dal W3C ma piuttosto dà un riferimento a che cosa esisteva prima del processo di standardizzazione.
Livello 1navigazione di un documento DOM e manipolazione del contenuto.
Livello 2supporto al Namespace XML, viste filtrate e Eventi DOM.
Livello 3consiste in 6 specifiche differenti:
1. il nucleo del Livello 3;
2. caricamento e salvataggio del Livello 3;
3. XPath del Livello 3;
4. viste e formattazione del Livello 3;
5. requisiti del Livello 3;
6. validazione del Livello 3, che potenzia ulteriormente DOM.

### Esempio
Un classico esempio di albero DOM è quello generato da un browser web nell'interpretazione di un documento HTML.
Il seguente documento HTML:
```
<!-- My document -->

<
HTML
>

<
HEAD
>

  
<
TITLE
>
My Document
</
TITLE
>

</
HEAD
>

<
BODY
>

  
<
H1
>
Header
</
H1
>

  
<
P
>

    Paragraph
  
</
P
>

  
<
P
>

    Paragraph
  
</
P
>

</
BODY
>

</
HTML
>

```

avrebbe il seguente albero DOM:
È da notare che in questo esempio anche i cosiddetti caratteri blank (spazi, tabulazioni, ecc.) sono considerati elementi dell'albero, nonostante questi non vengano poi mostrati dal browser (a meno che non si trovino all'interno di un tag pre).

## Specifiche
- Specifiche DOM Livello 1, su w3.org.
- Raccomandazioni del Livello 2:
  -  Specifiche nucleo DOM Livello 2, su w3.org.
  -  Specifiche viste DOM Livello 2, su w3.org.
  -  Specifiche eventi DOM Livello 2, su w3.org.
  -  Specifiche stile DOM Livello 2, su w3.org.
  -  Specifiche Traversal and Range DOM Livello 2, su w3.org.
  -  Specifiche HTML DOM Livello 2, su w3.org.
- Raccomandazioni del Livello 3:
  -  Specifiche nucleo DOM Livello 3, su w3.org.
  -  Specifiche caricamento e salvataggio DOM Livello 3, su w3.org.
  -  Specifiche validazione DOM Livello 3, su w3.org.
- Note del gruppo di lavoro del Livello 3:
  -  Specifiche XPath DOM Livello 3, su w3.org.
  -  Specifiche di visualizzazione e formattazione DOM Livello 3, su w3.org.
  -  Requisiti di DOM, su w3.org.